# Del archivo de… Arena Hash
Del Archivo de... Arena Hash es el tercer disco de la banda de rock Arena Hash, lanzado en 1995. Es una especie de reedición del primer álbum “Arena Hash” que fue lanzado el año 1988; este álbum incluye temas en vivo y otro de Pedro Suárez-Vértiz.

## Lista de temas
| N.º | Título                         | Duración |  |
| 1.  | «Kangrejo (Sacudía)»           | 4:40     |  |
| 2.  | «No cambiaré»                  | 2:49     |  |
| 3.  | «Me resfrié en Brasil»         | 3:50     |  |
| 4.  | «Escóndeme»                    | 3:35     |  |
| 5.  | «Frustrado emocional*»         | 4:13     |  |
| 6.  | «Cuando la cama me da vueltas» | 3:07     |  |
| 7.  | «Stress»                       | 4:10     |  |
| 8.  | «Mueve lo que puedas»          | 3:40     |  |
| 9.  | «De ti me va quedando nada»    | 3:43     |  |
| 10. | «Rompeorejas»                  | 3:45     |  |

Pistas adicionales
| N.º | Título | Duración |  |
| 11. | «Días de infancia» (Interpretada por Pedro Suárez-Vértiz en su disco “(No existen) Técnicas para olvidar”.) | 3:38     |  |
| 12. | «Kangrejo» (Versión grabada en 1991)                                                                        | 6:18     |  |
| 13. | «Cuando la cama me da vueltas» (Versión grabada en 1991)                                                    | 4:18     |  |
| 14. | «Me resfrié en Brasil» (Versión grabada en 1991)                                                            | 3:49     |  |

## Integrantes
- Pedro Suárez-Vértiz - Voz y guitarra
- Christian Meier - Teclado y coros
- Patricio Suárez-Vértiz - Bajo y coros
- Arturo Pomar Jr. - Batería y coros